# مارخور
مارخور (الاسم العلمي: Capra falconeri) نوع كبير من الوعول وجد في شمال شرق أفغانستان، شمال باكستان، كشمير، جنوب طاجيكستان وجنوب أوزبكستان. وهو الحيوان الوطني لباكستان.

## اقرأ كذلك
- قائمة مزدوجات الأصابع حسب العدد